# Termostat
Termostat (z řeckého thermos, teplo, a stasis, trvání) je technické zařízení, které v daném vymezeném, více méně uzavřeném prostoru, udržuje teplotu v požadovaném (nastaveném) rozmezí. Výstup z termostatu může např. ovládat a jistit bezpečný provoz technického zařízení-systému (vytápění, klimatizace, ventilace a další), hlídáním maximální / minimální teploty prostředí či média (kapalina, plyn), nebo součástí systému (topné těleso, elektromotor).

## Mechanické termostaty (neelektrické)

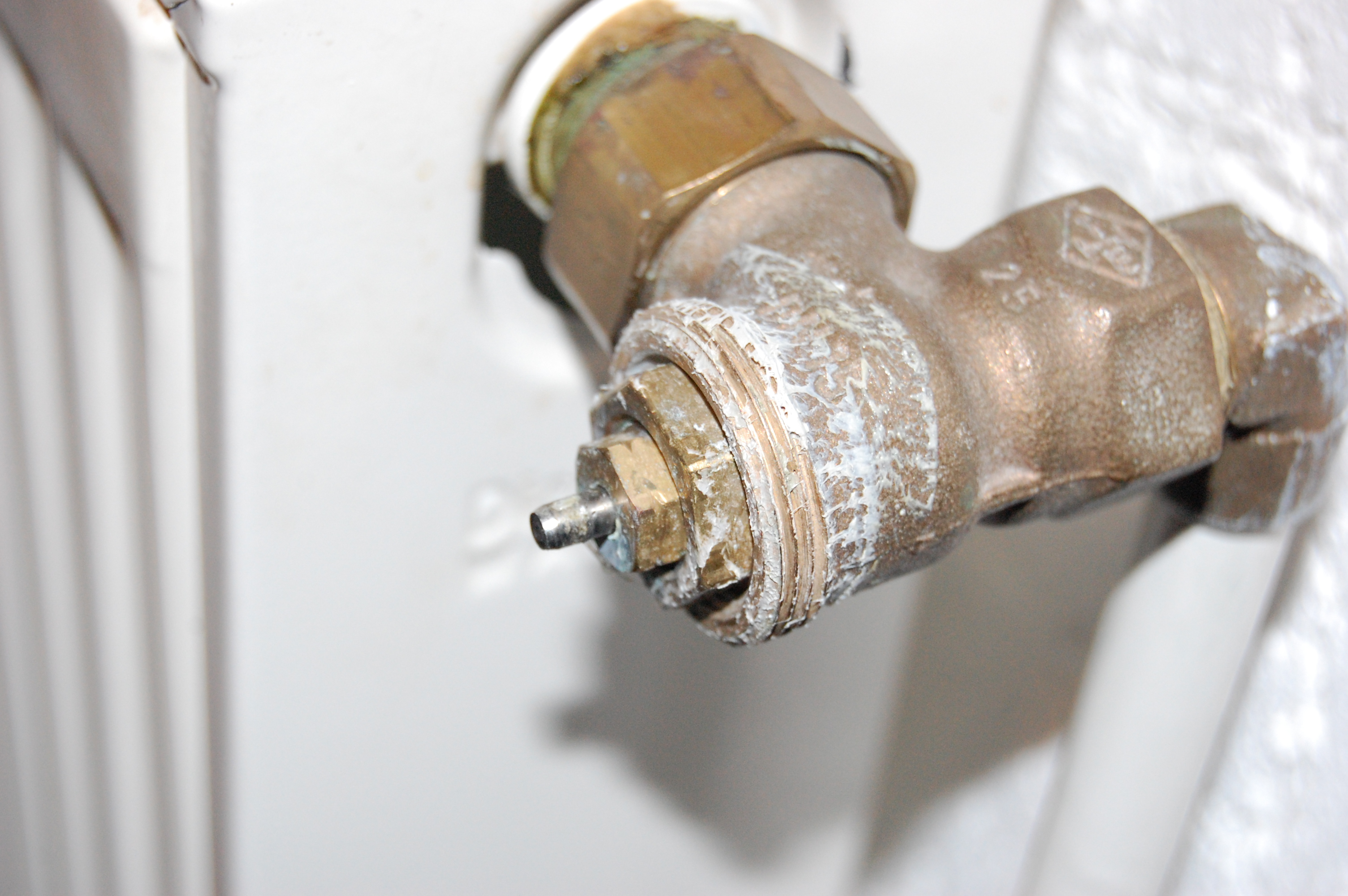
Regulační ventil s termostatem u radiátoru topení (krycí klobouček a ovládací hlavice jsou sejmuty)

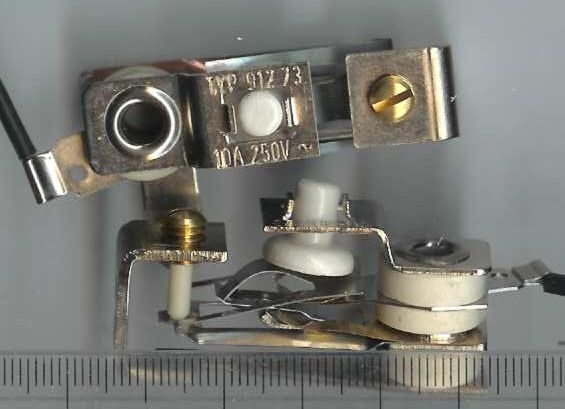
Mechanický termostat Typ 912 73, 230V/10A, používaný např. v přímotopu ETA 614

Nejjednodušší termostaty jsou mechanické: přímo využívají silové účinky vyvolané tepelnou roztažností kapalin a plynů, nebo rozdílnou tepelnou roztažností kovů (bimetal). Vyvolané síly pak ovládají např. uzavírání ventilu, nebo klapky v daném systému. Pro regulaci chlazení automobilových motorů se užívá tzv. průtokový termostat, jeho tepelné čidlo má voskovou náplň. Její roztažností se (clonkou, klapkou) zvětší, nebo přiškrtí průřez potrubí pro vstup chladicí kapaliny do chladiče motoru. K regulaci teploty média v topných tělesech (radiátorech) ústředního topení se užívají termostaty s kovovým měchem (vlnovec), naplněným plynem nebo lihem. Podobné regulátory udržují teplotu vody v mísících bateriích. V elektrických akumulačních kamnech klasické konstrukce se užívají dva termostaty - regulační (k nastavení max. teploty pro nabíjení) a blokovací (pojistka proti nebezpečnému přehřátí topnic a celého systému - při dosažení kritické teploty odpojí topnice od napětí a do základní/provozní polohy se vrátí manuálně, zásahem obsluhy nebo servisu).

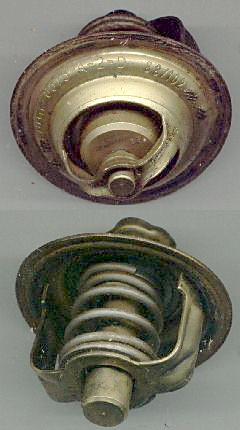
Termostat v chladicím okruhu motoru automobilu

## Elektrické termostaty

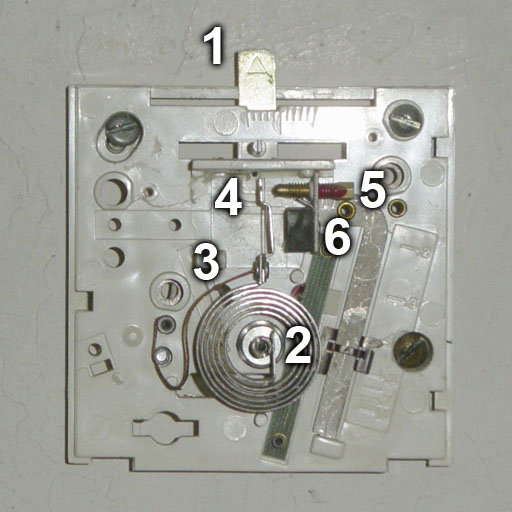
Mechanizmus elektrického termostatu. 2 - bimetalový pásek

Elektromechanický termostat má nejširší uplatnění v technických zařízeních pracujících se silovou elektřinou ( obvykle funkce regulace a tepelné ochrany - topení, pohony a další aplikace ). Příklad - elektrická žehlička: v žehličce je bimetalový pásek s kontakty, které při dosažení nastavené teploty přeruší přívod elektřiny do topného tělíska; když teplota pásku klesne, kontakty se spojí a topné tělísko je opět napájeno elektřinou - hřeje. Pro citlivější a přesnější regulaci např. v rozmezí 1 °C je zapotřebí delší bimetal, který bývá svinut do spirály.

## Elektronické termostaty

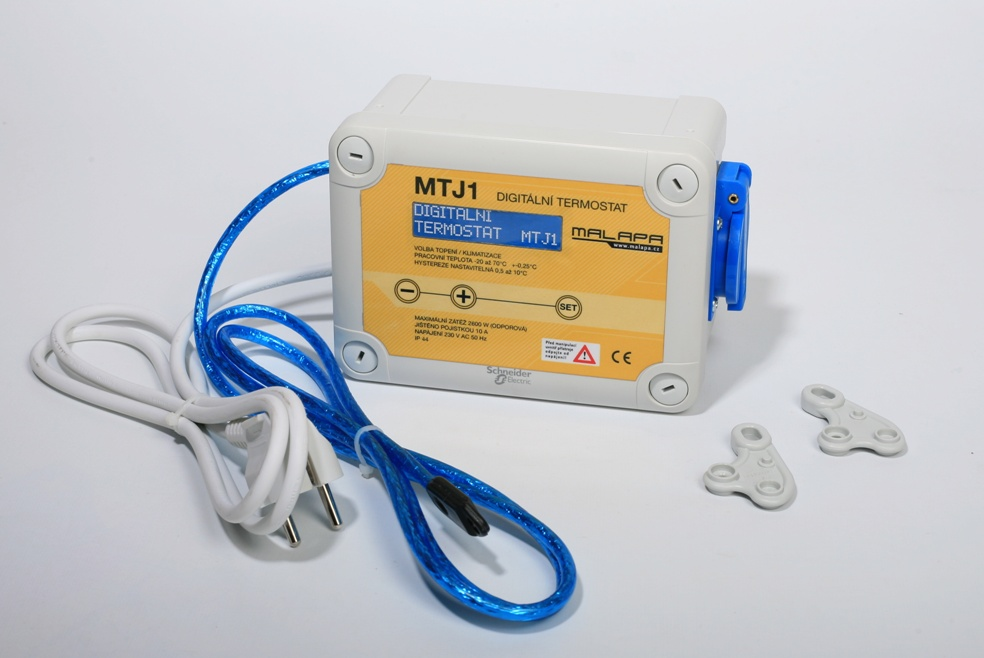
Elektronický termostat s digitálním výstupem

Elektronické termostaty jsou ovládány polovodičovými senzory, jejichž signál se zesílí a následně zpracuje buď analogově nebo digitálně. Elektronika následně ovládá nejčastěji relé se spínacími či rozpínacími kontakty pro ovládání elektrických obvodů. Elektronická teplotní čidla dělíme na tyto druhy:
- Teplotní čidlo odporové tvoří termistor, jeho odpor se výrazně mění s okolní teplotou. Teplotní charakteristika může být PTC nebo NTC. Základní jednotka pro měření odporu je ohm a značí se Ω (řecké písmeno omega).

- Teplotní čidlo napěťové - na výstupu analogového čidla je napětí, které se mění podle okolní teploty. Jednotka pro napětí je volt a značí se V.

- Teplotní digitální čidlo - na výstupu čidla je informace předávána v digitální formě, číselný údaj se mění podle okolní teploty. Výstup takového čidla je odolný vůči vnějšímu rušení a délce kabelového spojení (odpor nebo kapacita vedení).
- Příklad využití v praxi: Moderní akumulační (případně přímotopná či kombinovaná - hybridní) elektrické (i jiné) topné systémy využívají k regulaci inteligentní elektronické obvody, které řídí optimální provoz podle průběhu teplot v závislosti na čase ( teplotní čidla, termostaty monitorují teplotu vnitřního i venkovního prostředí, naměřené hodnoty včetně časových údajů se ukládají do elektronické paměti a systém dodaná data cyklicky vyhodnocuje např. v denním nebo týdenním cyklu. Podle potřeby pak optimálně řídí vytápění, nebo i klimatizaci).

## Hystereze
Jistý problém představuje hystereze termostatu - způsobuje zpoždění odezvy na regulační zásah: např. když ventil uzavře přívod teplé vody do radiátoru, teplota v místnosti dále roste, protože radiátor je plný horké vody. Naopak při poklesu teploty se ventil sice otevře, bude však dlouho trvat než se radiátor zaplní teplou vodou. Ve výsledku bude teplota silně kolísat. Proto se v případě potřeby užívají složitější systémy, například na bázi PID regulátoru kde okamžik regulačního zásahu je nastaven tak, aby systém udržel optimální průběh teplot bez výrazného kolísání.